# Ischnocnemis similis
Ischnocnemis similis är en skalbaggsart som beskrevs av Chemsak och Noguera 1997. Ischnocnemis similis ingår i släktet Ischnocnemis och familjen långhorningar. Inga underarter finns listade i Catalogue of Life.